# Kalvarija
Kalvarija (lengyel Kalwaria) város Litvániában, az ország déli részén, a lengyel határ közelében.

## Története
A 17. században Jerzy Tyszkiewicz püspök úgy döntött, hogy itt épít egy kálváriát. Itt alapított egy domonkos kolostorot. II. Szaniszló Ágost lengyel király 1791-ben megerősítette a városi jogokat.
1795-ben a Lengyelország III. felosztása a várost Poroszország csatolta. 1807-ben a város visszatért a lengyel uralom alá a Varsói Hercegség részeként. Az 1815-es bécsi kongresszust követően a Kongresszusi Lengyelország részévé vált, később Oroszországba beépítve. Közigazgatási szempontból a város az Augustówi vajdasághoz, majd az Augustówi és a Suwałki kormányhoz tartozott (Augustów és Suwałki ma Lengyelország határain belül vannak). Az első világháború után, 1918-ban, a várost beillesztették Litvániába.

## Galéria

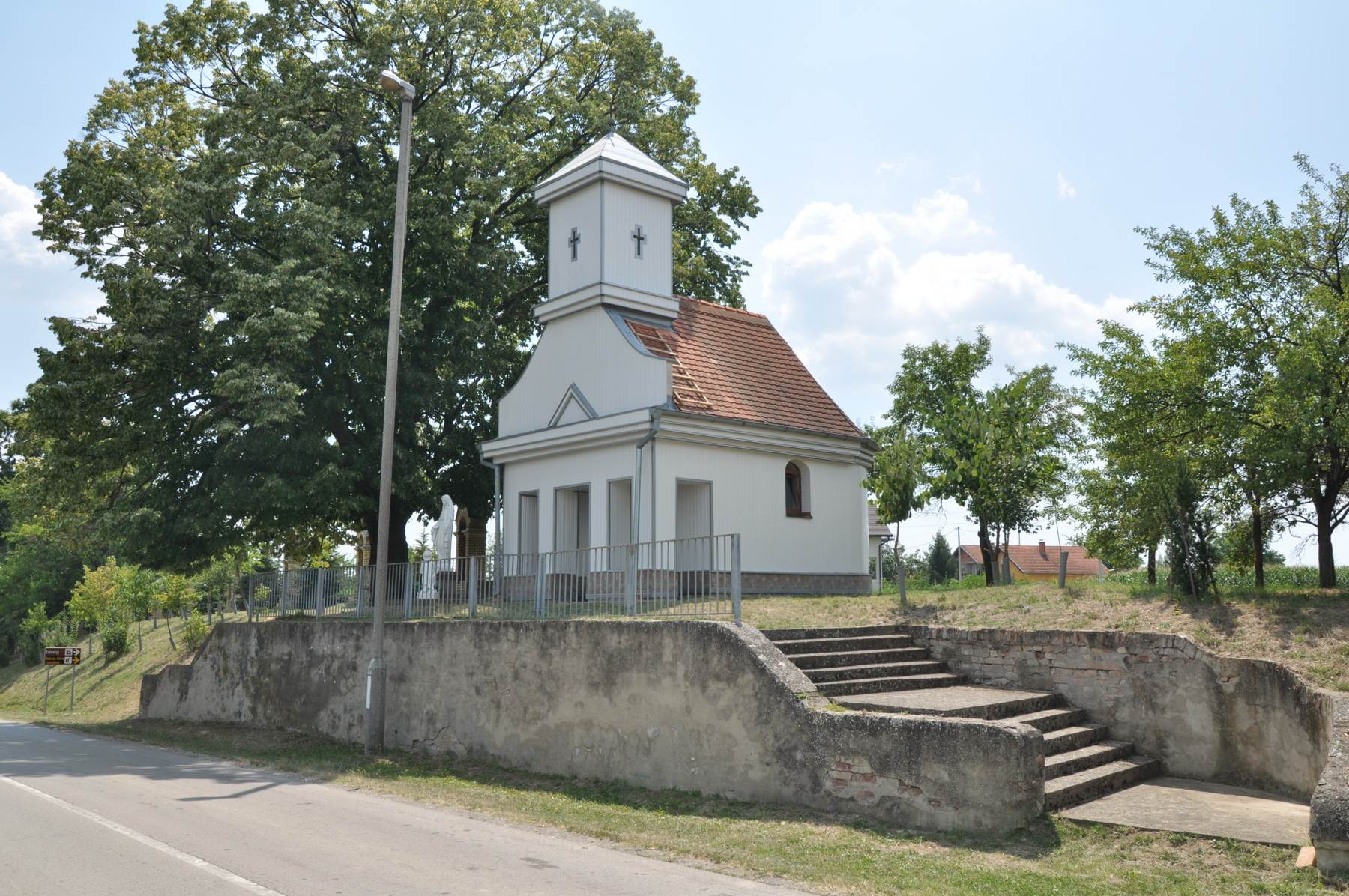
Kápolna
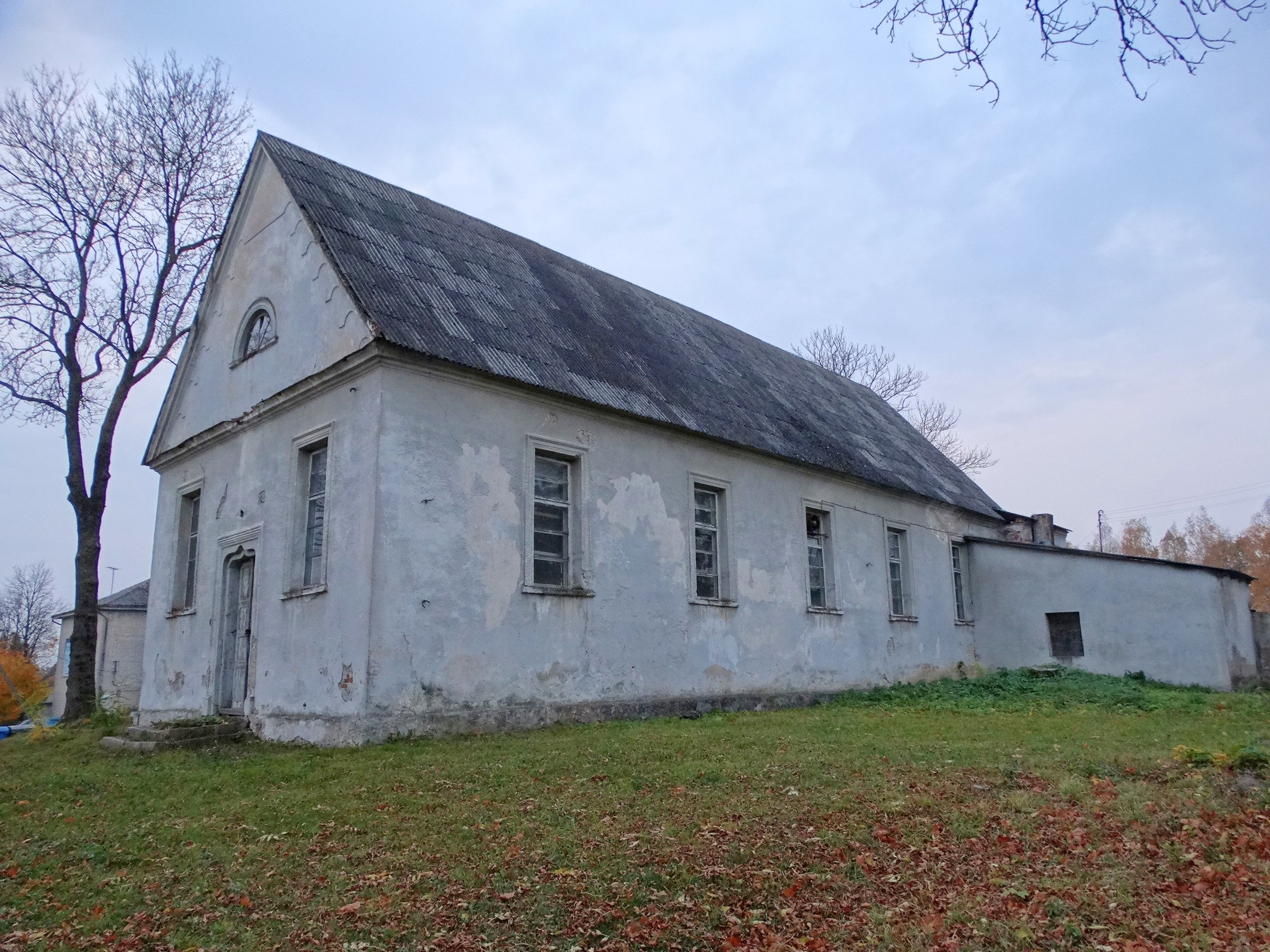
Protestáns egyház
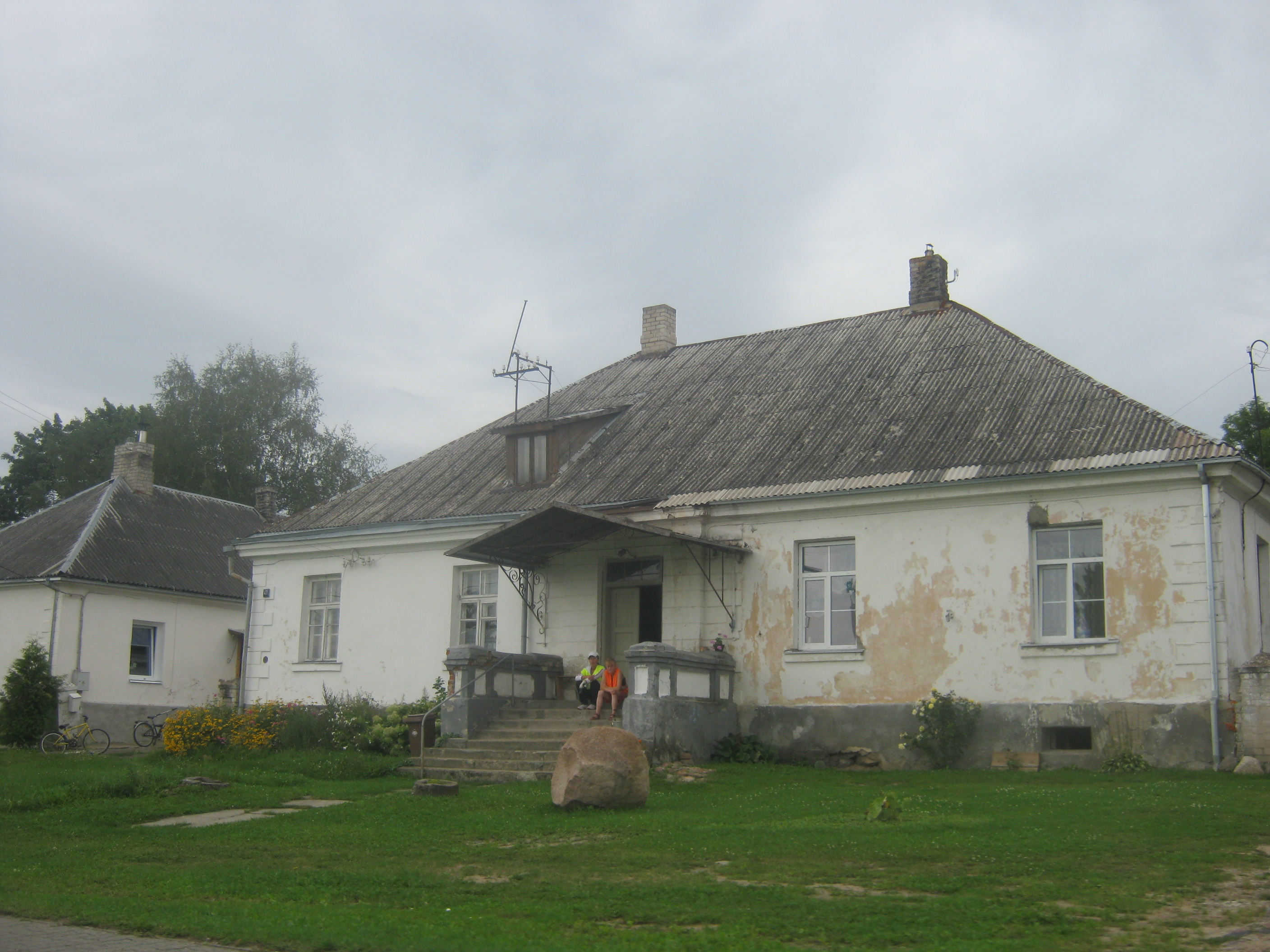
Régi házak
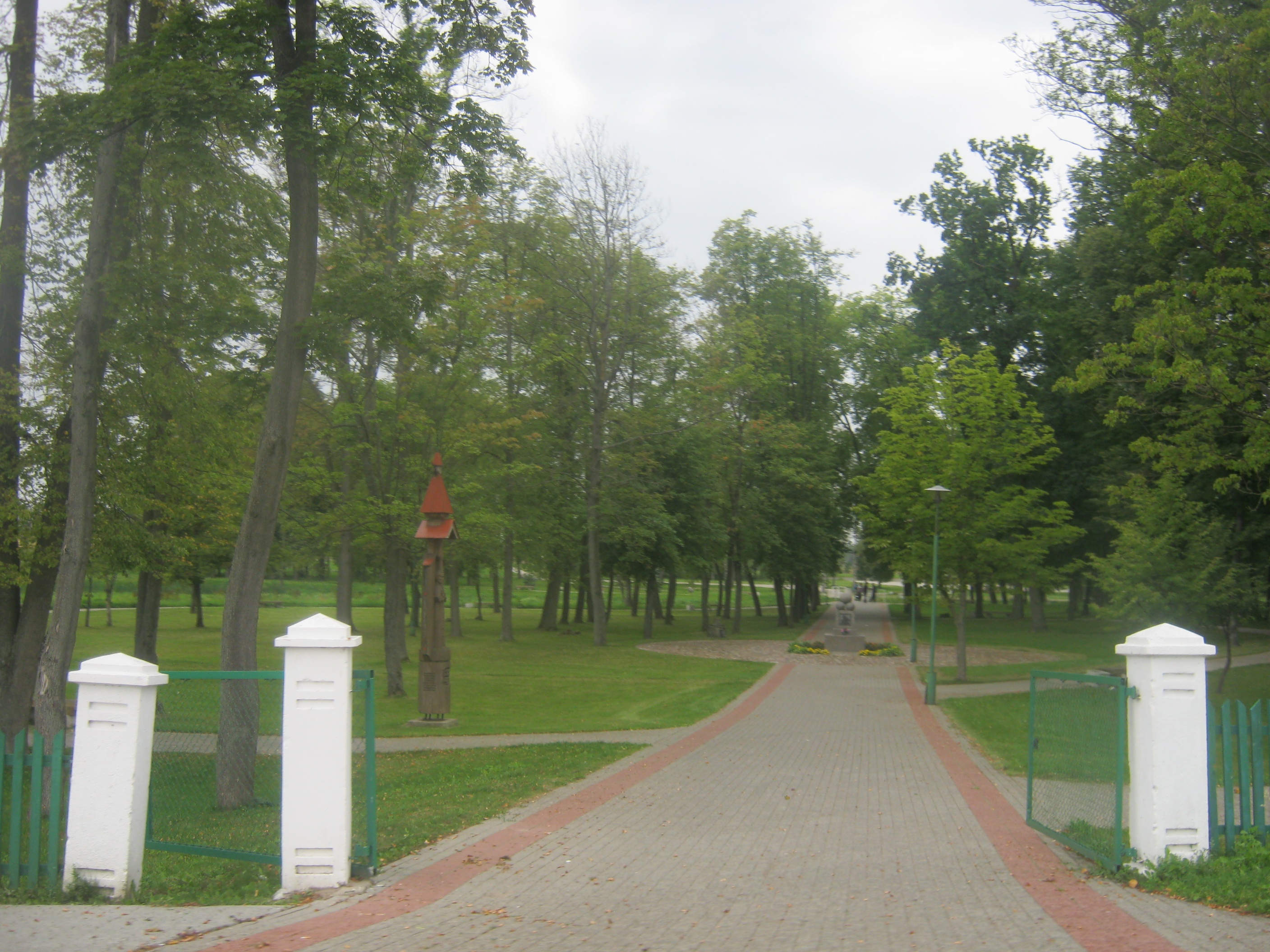
Park
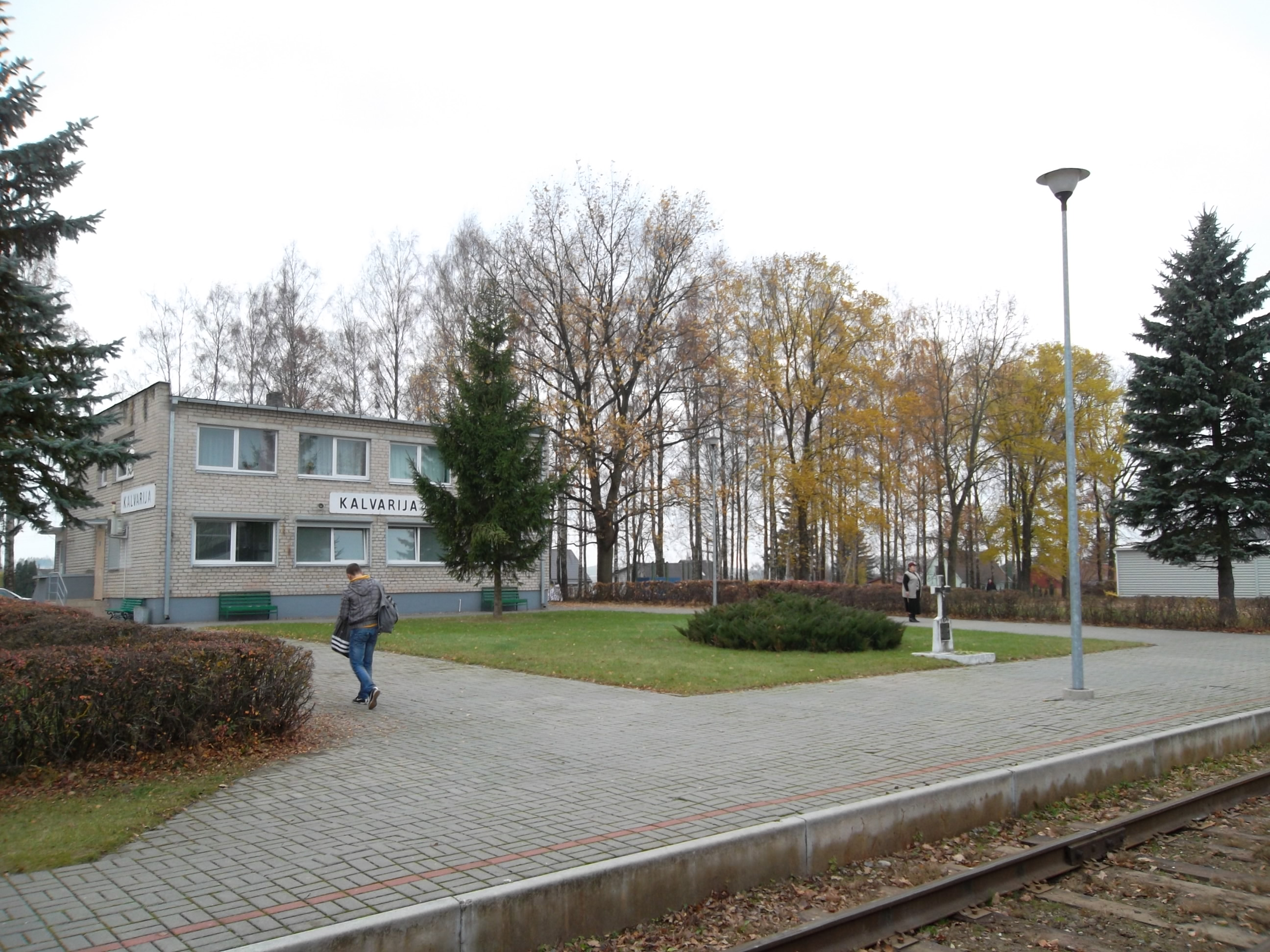
Vasútállomás
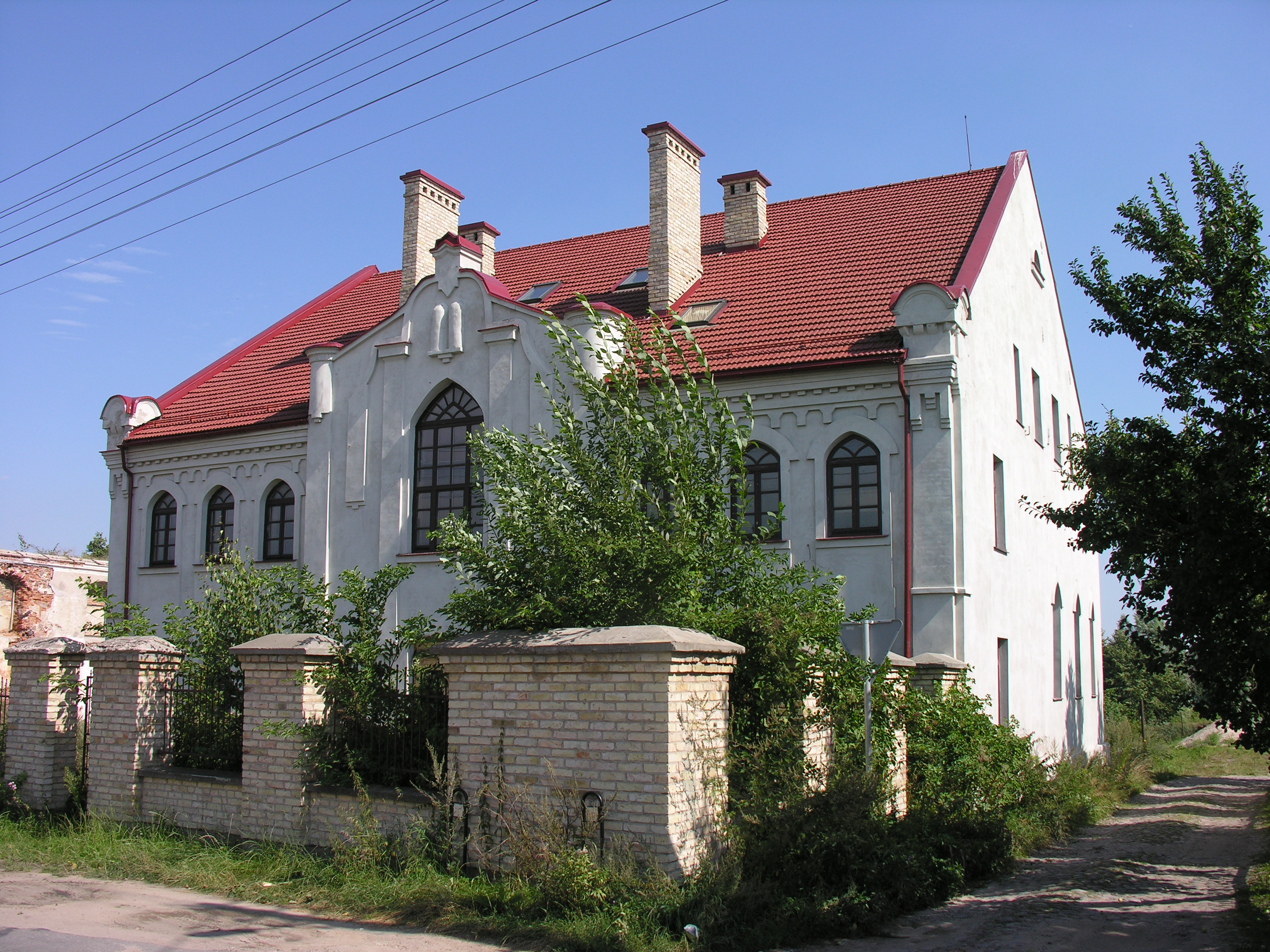
Volt zsinagóga
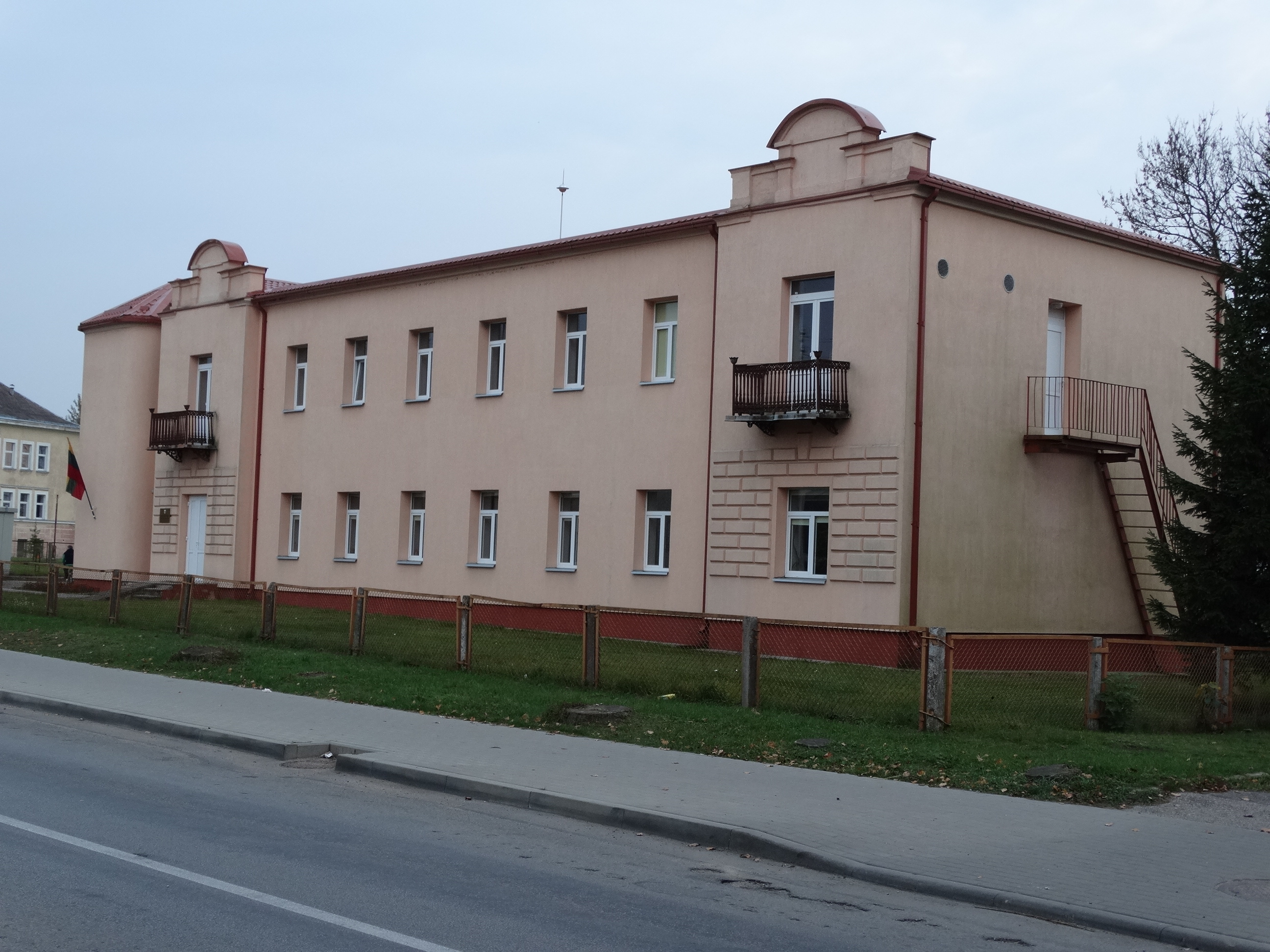
Felnőtt iskola
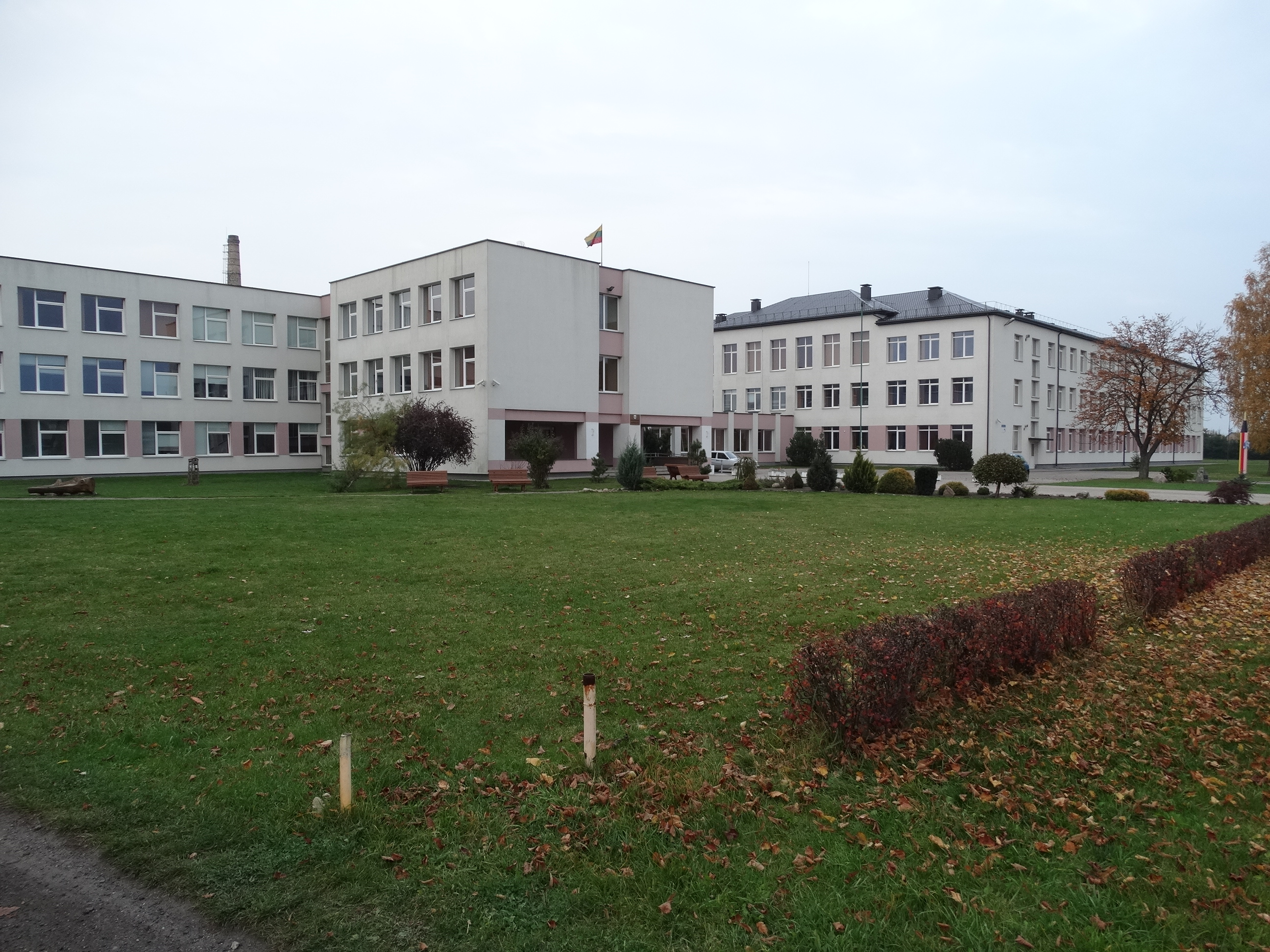
Gimnázium